# 平口
平口（ひらくち）は静岡県浜松市浜名区の大字。住居表示未実施。

## 地理
浜松市浜名区の東部、浜名地区の西部に位置する。東で貴布祢及び小林、西で都田町及び中央区大原町、南で小松・内野・染地台（五丁目・六丁目）、北で新原と接する。

### 河川
- 馬込川
- 郡界川
- 五反田川
- 御陣屋川
- 染地川

## 歴史

### 沿革
- 1889年（明治22年）4月1日 - 町村制の施行により、長上郡平口村が周辺の村と合併し、長上郡平貴村となる[WEB 7]。旧村名は平貴村の大字として残る。大字平口に村役場が置かれる[WEB 8]。
- 1896年（明治29年）4月1日 - 郡制の施行により、小野田村の所属郡が浜名郡に変更となる。
- 1908年（明治41年）1月1日 – 平貴村の一部と小野田村の一部が合併し、小野口村となる。
- 1951年 （昭和26年）11月3日 – 小野口村が町制施行して浜名町となる。
- 1956年（昭和31年）4月1日 – 浜名町が周辺の村と合併して浜北町となる。
- 1963年（昭和38年）7月1日 – 浜北町が市制施行して浜北市となる。
- 2004年（平成16年）2月1日 - 住居表示の実施に伴い、内野及び平口の各一部をあわせて染地台六丁目を新設する[WEB 9]。
- 2005年（平成17年）7月1日 – 浜北市外10市町村が浜松市に編入される。
- 2007年（平成19年）4月1日 - 浜松市が政令指定都市となる。平口は浜北区の一部となる。
- 2024年（令和6年）1月1日 - 浜松市の行政区再編により、平口は浜名区の一部となる。

## 施設
- 社会福祉法人明生会 幼保連携型認定こども園 ひらくちかえでこども園
- 学校法人十全青翔学園
  - 幼保連携型認定こども園 風の子こども園
  - 静岡医療科学専門大学校
- 浜松市万葉の森公園
- 浜松市浜北総合体育館（サーラグリーンアリーナ）
- 浜松市浜北平口サッカー場（サーラグリーンフィールド）
- 浜松市浜北保健センター
- スニック 浜北トリム工場
- エム・エス・ケー 本社・本社工場
- 協栄工業 平口工場
- 住岡食品 浜北工場
- 大杉建鉄 本社・本社工場
- レイズ・CWP 本社・本社工場
- サンストリート浜北
- 浜松市営法師軒団地
- セブン-イレブン（浜北平口店、浜北平口南店）
- 姥ケ谷東公園
- 姥ケ谷西公園
- 日蓮宗 唯唱山 妙蓮寺
- 黄檗宗 瀑布山 不動寺（平口不動寺）
- 臨済宗妙心寺派 無量山 西福寺
- 臨済宗妙心寺派 東龍山 徳生寺

## 交通

### バス
- 遠鉄バス61内野台線
  - サンストリート浜北発着系統：（浜松駅 方面 - ）妙蓮寺前 - サンストリート浜北
  - 浜北西高校発着系統（平日開校日1往復のみ運行）：（浜松駅 方面 - ）妙蓮寺前 - 平口不動前（ - 浜北西高校 方面）
- 浜松市浜北コミュニティバス北浜麁玉線（循環・西コース）：（浜北駅 方面 - ）サンストリート浜北（ - 染地台内区間 - ）万葉の森公園入口（ - 浜北駅 方面）
  - 浜松バスに委託
  - 水・土曜運行、年末年始は運休

### 道路
- 国道152号（飛龍街道）
- 浜松市道浜北内野平口線（宮口往還）

## その他

### 学区
小学校・中学校の学区は以下の通りである。
- 浜松市立浜名小学校
- 浜松市立浜名中学校

### 警察
警察の管轄区域は以下の通りである。
| 番・番地等 | 警察署     | 交番・駐在所 |
| ---------- | ---------- | ------------ |
| 全域       | 浜北警察署 | 小松交番     |

### 消防
消防の管轄区域は以下の通りである。
| 番・番地等 | 消防署     | 本署/出張所 |
| ---------- | ---------- | ----------- |
| 全域       | 浜北消防署 | 本署        |

### WEB
1. ↑  “h02_22.csv”.   総務省 (2022年2月10日). 2024年10月18日閲覧。
2. ↑  “静岡県浜松市浜北区平口 (221360040)｜国勢調査町丁・字等別境界データセット”.   人文学オープンデータ共同利用センター. 2024年10月28日閲覧。
3. ↑  “静岡県 浜松市浜名区 平口の郵便番号 - 日本郵便”.   日本郵便. 2024年10月18日閲覧。
4. ↑  “市外局番の一覧”.   総務省 (2022年3月1日). 2024年10月18日閲覧。
5. ↑  “事業所案内及び管轄地域（事務所3件、分室3件）”.   一般社団法人静岡県自動車会議所. 2024年10月18日閲覧。
6. ↑  “住居表示実施状況／浜松市”.   浜松市 (2024年1月4日). 2024年10月18日閲覧。
7. ↑  “historyofcities.pdf”.   静岡県総務部合併推進室・財団法人静岡県市町村振興協会. 2024年10月18日閲覧。
8. ↑  “解説ページ”.   株式会社エア. 2024年10月18日閲覧。
9. ↑  “zissizennzi.pdf”.   浜松市 (2024年1月4日). 2024年10月18日閲覧。
10. ↑  “学校名から探す／浜松市”.   浜松市 (2024年1月1日). 2024年10月18日閲覧。
11. ↑  “小松交番｜静岡県警察”.   静岡県警察 (2024年1月1日). 2024年10月18日閲覧。
12. ↑  “消防署の町別管轄「ひ」／浜松市”.   浜松市 (2024年3月21日). 2024年10月18日閲覧。